# Pourcieux
Pourcieux – miejscowość i gmina we Francji, w regionie Prowansja-Alpy-Lazurowe Wybrzeże, w departamencie Var.
Według danych na rok 1990 gminę zamieszkiwało 527 osób, a gęstość zaludnienia wynosiła 25 osób/km² (wśród 963 gmin regionu Prowansja-Alpy-W. Lazurowe Pourcieux plasuje się na 476. miejscu pod względem liczby ludności, natomiast pod względem powierzchni na miejscu 475.).